# Fräkentjärnen (Hanebo socken, Hälsingland)
Fräkentjärnen är en sjö i Bollnäs kommun i Hälsingland och ingår i Testeboåns huvudavrinningsområde.